# D. Ramanaidu
Daggubati Ramanaidu (6 tháng 6 năm 1936 - 18 tháng 2 năm 2015) là một nhà sản xuất phim Ấn Độ. Ông là người sáng lập của Suresh Productions và đã có 1 vị trí trong sách Kỷ lục Guinness Thế giới cho hầu hết các bộ phim do ông sản xuất, đã sản xuất hơn 150 phim với 13 ngôn ngữ tại Ấn Độ.
Năm 2009, ông đã nhận được giải Dadasaheb Phalke, giải thưởng cao nhất cho các bộ phim của điện ảnh Ấn Độ. Năm 2012, Ramanaidu đã nhận được giải Padma Bhushan, để ghi nhận những đóng góp cho điện ảnh Telugu

## Qua đời
Tháng 1 năm 2014, Các bác sĩ đã chẩn đoán ông bị ung thư tuyến tiền liệt. Ông mất vào ngày 18 tháng 2 năm 2015 tại Hyderabad.